# Ames Research Center
L'Ames Research Center (ARC), è uno dei dieci maggiori centri della National Aeronautics and Space Administration (NASA) negli Stati Uniti d'America. È situato nella Silicon Valley californiana, presso l'aeroporto Moffett Field. Il centro fu così chiamato in onore di Joseph Sweetman Ames e fondato il 20 dicembre 1939 come secondo laboratorio della National Advisory Committee for Aeronautics (NACA). Dal 1958, l'ARC fu assorbito dalla neonata NASA.

## Storia
L'Ames nasce per studiare il comportamento di velivoli ad elica utilizzando una galleria del vento. In seguito il suo ambito di ricerca si è esteso alle tecnologie spaziali, affiancando la NASA in molte sue missioni del programma spaziale americano con particolare riguardo all'esobiologia e ricerca di pianeti abitabili, piccoli satelliti, esplorazioni robotiche, sistemi di controllo intelligenti/adattivi, supercomputer, protezioni termiche avanzate e partecipa al Programma Constellation relativamente al lanciatore Ares I e la capsula Orion.

## Missioni spaziali
Sebbene l'Ames sia un centro di ricerca NASA e non un centro di controllo missione vero e proprio, è stato attivamente coinvolto in numerose missioni spaziali ed astronomiche tra cui la Missione Kepler, il Lunar Crater Observation and Sensing Satellite e lo Stratospheric Observatory for Infrared Astronomy.
La missione Lunar Prospector fu la terza dalla NASA creata come parte del Programma Discovery progettata per una orbita polare attorno alla Luna per la mappatura della superficie, del campo magnetico e dei possibili depositi di ghiaccio. Sulla base dei dati inviati, gli scienziati poterono confermare la presenza di ghiaccio nei crateri polari.
Il mini-laboratorio (5 kg) GeneSat-1, fu lanciato il 16 dicembre 2006. Questo piccolo satellite della NASA, che trasportava batteri al suo interno per ricerche sull'influenza dell'ambiente spaziale sul corpo umano, fu il primo di una nuova classe di satelliti dal ciclo di progettazione relativamente breve ed a basso costo.
Il Lunar CRater Observation and Sensing Satellite (LCROSS) fu un carico pagante "secondario" della missione Lunar Reconnaissance Orbiter (LRO) con la quale fu lanciato nell'aprile del 2009 su un vettore Atlas V dal Kennedy Space Center.

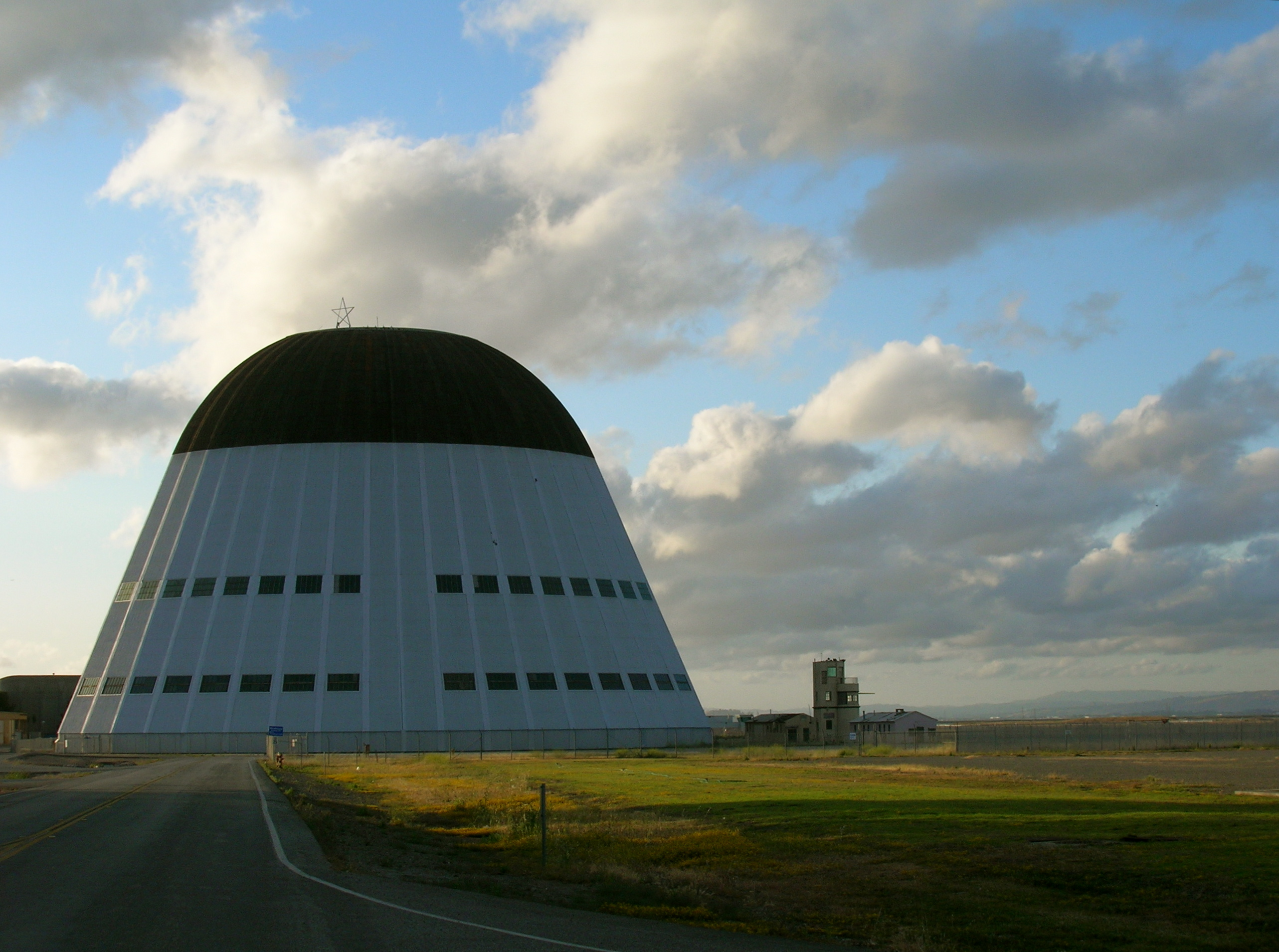
L'Hangar One presso Mountain View in California. Nacque come hangar per dirigibili.

Kepler è la prima missione della NASA dedicata alla ricerca di pianeti simili in dimensioni alla Terra. La missione Kepler monitorerà la luminosità delle stelle rilevando le lievi diminuzioni nella luminosità dovute al passaggio (o transito) dei pianeti davanti ad esse.
Lo Stratospheric Observatory for Infrared Astronomy (SOFIA) è una joint venture tra le agenzie spaziali statunitensi (NASA) e tedesche (DLR) per lo sviluppo di una piattaforma telescopica nell'infrarosso da installare su un velivolo che voli ad una quota abbastanza elevata in modo da trovarsi in una zona dell'atmosfera trasparente all'infrarosso (dove il vapore d'acqua è minimo). Il velivolo, un Boeing 747SP modificato per alloggiare il telescopio, è fornito dagli Stati Uniti, mentre il telescopio ad infrarossi dalla Germania.
La missione Lunar Atmosphere Dust Environment Explorer (LADEE), programmata per il 2013, è stata assegnata alla NASA Ames. L'Ames ha giocato un ruolo importante con la sua divisione Intelligent Robotics Laboratory anche in altre missioni tra cui il Mars Pathfinder e Mars Exploration Rover. La NASA Ames ha partecipato al Phoenix, una sonda automatica per l'esplorazione del suolo pianeta Marte e al Mars Science Laboratory, un rover per la ricerca di molecole organiche che dovrebbe atterrare sul suolo marziano nell'agosto del 2012.

## Ricerche su sistemi automatici di controllo del traffico aereo
La divisione Aviation Systems conduce programmi di ricerca e sviluppo in due aree principali: gestione del traffico aereo e simulatori di volo ad alta fedeltà. Per la gestione del traffico aereo, sono allo studio soluzioni per gestire fino al triplo del traffico attualmente presente nei cieli statunitensi. In passato questa divisione ha sviluppato prodotti quali il Traffic Management Advisor che sono stati poi implementati a livello nazionale nella gestione del traffico aereo.
Nel campo dei simulatori ad alta fedeltà, la divisione gestisce il più grande simulatore al mondo (il Vertical Motion Simulator) che riproduce al massimo grado di fedeltà oggi certificato (FAA FFS Level D) il comportamento di un Boeing 747-400 ed un simulatore panoramico di torre di controllo del traffico aereo. Analoghi simulatori sono stati usati in svariati contesti, tra cui l'addestramento dei piloti dello Space Shuttle, sviluppo di navette spaziali future, prova di sistemi di controllo di elicotteri, valutazioni di velivoli nell'ambito del programma JSF (Joint Strike Fighter) e analisi di incidenti.

## Informatica

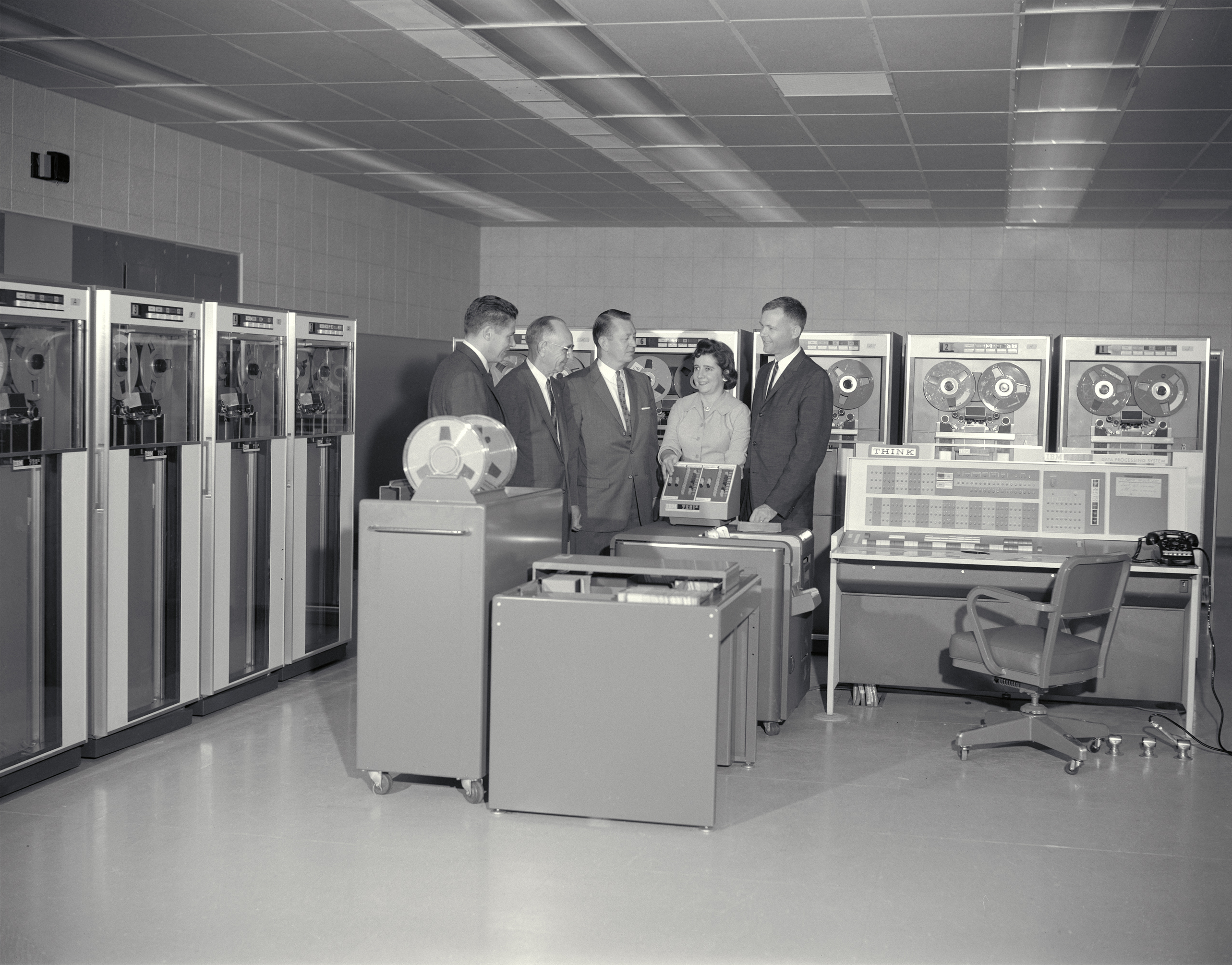
Il mainframe IBM 7090 presso l'Ames nel 1961.

L'Ames è la base della divisione per lo sviluppo di sistemi avanzati di calcolo della NASA e gestisce Pleiades, uno tra i venti supercomputer più potenti al mondo. Si conducono anche ricerche sul "fattore umano" (Human Factors) e sull'intelligenza artificiale (Intelligent Systems) in collaborazione con la NASA nell'ambito dei programmi di esplorazione, della Stazione spaziale internazionale ed altri lavori riguardanti le scienze spaziali e l'astronautica. L'Ames è anche responsabile del mantenimento del Root nameserver "E" del sistema DNS.
La Intelligent Systems Division è il gruppo leader per la NASA nel campo della ricerca e sviluppo di software e sistemi avanzati di intelligenza artificiale per tutte le sue missioni. Fornisce soluzioni software per diverse missioni spaziali, per la Stazione spaziale internazionale ed i nuovi moduli equipaggio del veicolo spaziale Orion.
La prima applicazione di intelligenza artificiale nello spazio si ebbe con la sonda Deep Space 1 il cui codice fu sviluppato sulla base del Code TI, così come il MAPGEN, il software che giornalmente pianificava le attività del Mars Exploration Rover. Il Code TI è anche la base per l'Ensemble che opera il Phoenix Mars Lander, ed il sistema di controllo dei pannelli solari della Stazione Spaziale Internazionale.
Nel settembre del 2009, l'Ames lanciò il servizio di cloud computing NEBULA per la gestione di dati provenienti dalla NASA e altre fonti governative.
L'Ames fu tra i primi laboratori al mondo a condurre ricerche nel campo della elaborazione digitale di immagini scattate da satelliti, in particolare sviluppando alcune delle tecniche di miglioramento delle immagini basate sulla trasformata di Fourier.

## Gallerie del vento

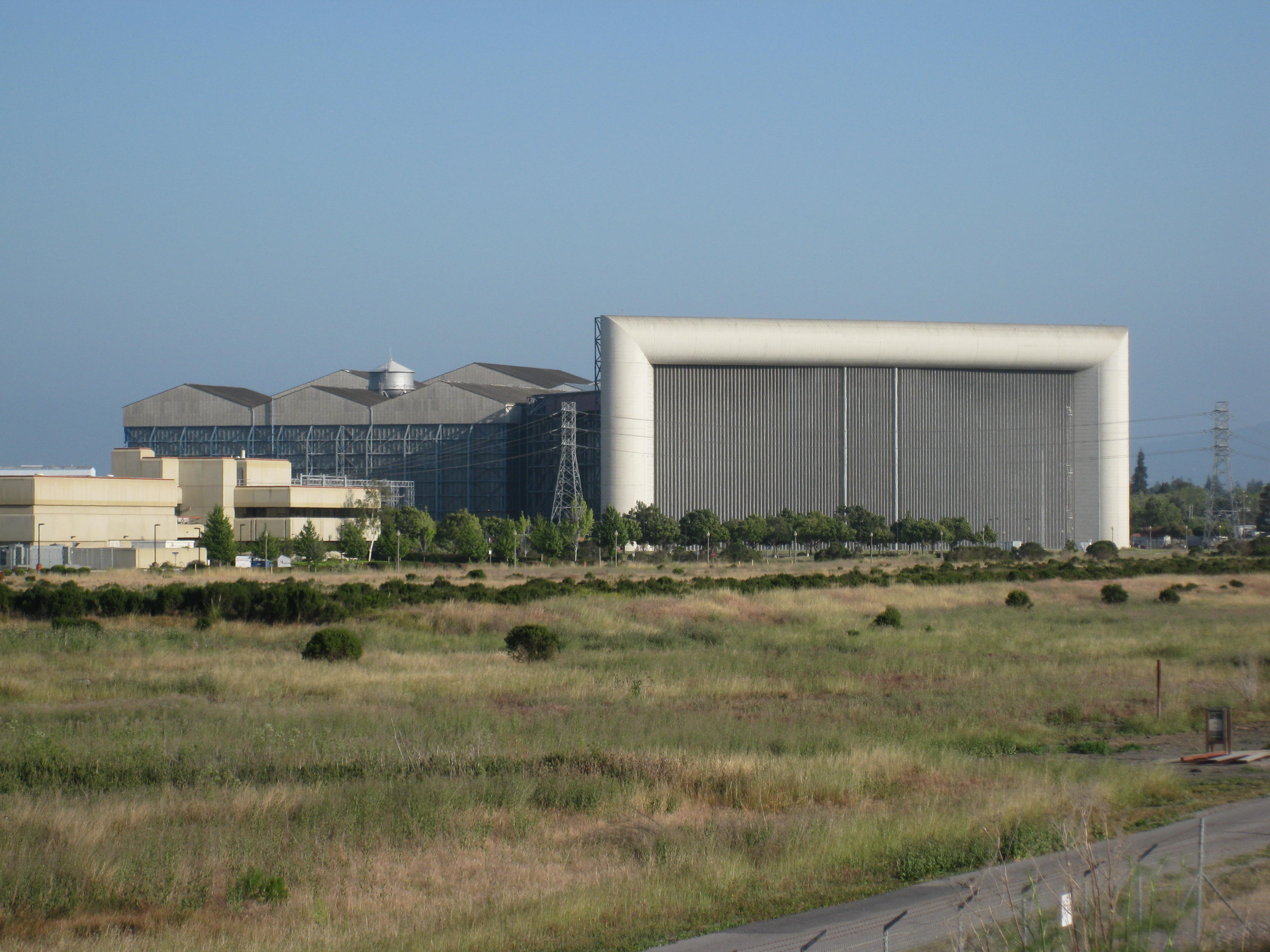
Una delle prese d'aria della galleria del vento più grande al mondo presso l'Ames Research Center.

Le gallerie del vento dell'Ames Research Center sono note non solo per le loro enormi dimensioni, ma anche per le diverse caratteristiche che consentono di condurre una molteplicità di esperimenti scientifici e di ricerca nei differenti regimi di velocità. Presso le strutture dell'Ames sono presenti dodici gallerie del vento.

### ARC Unitary Plan Wind Tunnel
La galleria del vento Unitary Plan Wind Tunnel (UPWT) fu completata nel 1956 ad un costo di 27 milioni di dollari sotto l'egida dell'Unitary Plan Act del 1949. Fu la galleria del vento più utilizzata dalla NASA; tutti i maggiori aerei da trasporto e la quasi totalità degli aerei militari statunitensi degli ultimi quaranta anni sono passati per questa galleria, così come le capsule Mercury, Gemini, e Apollo e lo Space Shuttle.

### National Full-Scale Aerodynamics Complex (NFAC)
L'Ames Research Center ospita anche la galleria del vento più grande al mondo, parte del National Full-Scale Aerodynamic Complex (NFAC). Le sue dimensioni sono tali che al suo interno vengono testati velivoli a grandezza naturale invece di modelli in scala ridotta.

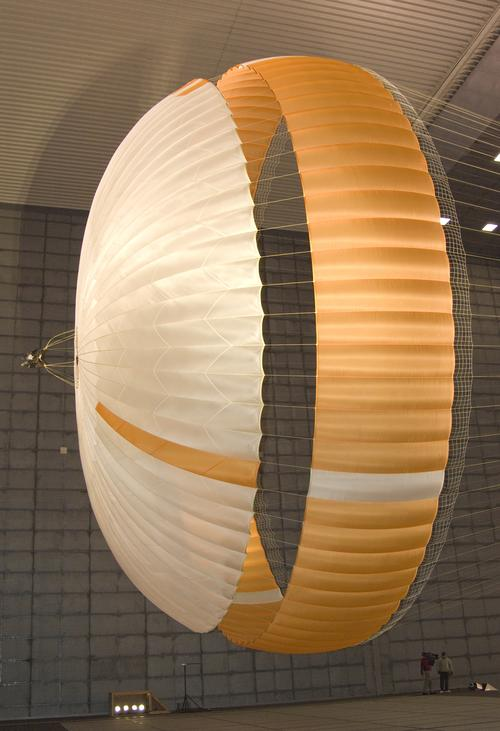
Il paracadute principale del Mars Science Laboratory durante una prova in una galleria del vento. Si notino le dimensioni della camera di prova relativamente alle persone nell'angolo in basso a destra dell'immagine.

La galleria del vento con la camera di prova di circa 12 per 24 metri fu costruita inizialmente nel 1940 ed è ora in grado di permettere prove con velocità del vento fino a 300 nodi. È impiegata per convalidare programmi di ricerca in campo aerodinamico, dinamico, modelli di rumore e velivoli a grandezza naturale e loro componenti, in particolare per validarne i relativi modelli numerici. In questa galleria viene studiata la stabilità aeromeccanica di elicotteri e l'interazione tra rotore e fusoliera, così come le caratteristiche di stabilità statica e dinamica per nuovi velivoli. Le caratteristiche acustiche di velivoli a grandezza naturale sono analizzate in modo da scoprire e ridurre le fonti di rumore aerodinamico. Oltre ai canonici sistemi di acquisizione dati (ad esempio bilance, trasduttori di pressione, termocoppie) sono impiegate strumentazioni non invasive quali velocimetri laser e interferometri.
La galleria del vento con la camera di prova di 24 metri per 36 è la più grande al mondo. Negli anni ottanta fu aggiunto al complesso dell'Ames questo nuovo circuito aperto insieme ad un nuovo sistema di ventole. In questo impianto è possibile provare un modello di Boeing 737 a grandezza naturale fino alla velocità di 100 nodi.
Sebbene sia stato dismesso dalla NASA nel 2003, il complesso della NFAC è ora gestito dalla United States Air Force come una struttura satellite dell'Arnold Engineering Development Center (AEDC).

## Arc Jet Complex
Un Arc Jet è un dispositivo nel quale un gas (tipicamente l'aria) è riscaldato ed espanso a temperature e velocità molto elevate mediante un arco elettrico che si sviluppa tra due elettrodi. Il gas viene fatto passare attraverso un ugello e diretto a velocità supersoniche/ipersoniche contro il modello di prova collocato in una camera in cui è fatto il vuoto in modo da simulare le caratteristiche dei flussi ad elevata entalpia che investono i veicoli spaziali al rientro nell'atmosfera. Questa divisione dell'Ames iniziò gli esperimenti negli anni cinquanta e nel 1961 si dotò di una struttura permanente e dedicata dove furono poi sviluppati modelli di scudo termico per le missioni Mercury e Apollo.
Il complesso è dotato di sette camere di prova che condividono gli impianti di alimentazione ed altri sistemi ausiliari. I quattro principali campi di ricerca hanno camere di prova dedicate: Aerodynamic Heating Facility (AHF), Turbulent Flow Duct (TFD), Panel Test Facility (PTF) e la Interaction Heating Facility (IHF).
Il generatore elettrico più grande che alimenta il complesso è in grado di fornire 75 megawatt per 30 minuti o 150 MW per 15 secondi. Questa potenza, unita al sistema per le pompe a vuoto ad alta portata, permette di condurre esperimenti sulle condizioni di rientro in atmosfera con modelli di dimensioni relativamente grandi. Un impianto per la miscelazione di aria fredda consente di simulare le condizioni atmosferiche incontrate da un vettore durante il lancio o da un velivolo ad alta quota e velocità.

## Range complex
L'Ames Vertical Gun Range (AVGR) fu fondata per fornire supporto al programma Apollo per la ricerca sui processi di impatto sulla superficie lunare. In seguito venne integrato da tre differenti programmi di ricerca della NASA riguardanti la geofisica e geologia planetaria, esobiologia e origine del sistema solare. L'AVGR collabora nella programmazione di missioni interplanetarie, ed in particolare con quelle che prevedono impatti con frammenti di corpi celesti (sonda Stardust, Deep Impact). La struttura è dotata di un particolare cannone calibro 0,30 in grado di lanciare proiettili a velocità comprese tra 500 e 7000 metri al secondo in una camera di prova di 2,5 metri di diametro in cui può essere mantenuto il vuoto o riempita di differenti gas in modo da simulare diverse atmosfere planetarie.

### Hypervelocity Free-Flight Range
L'Hypervelocity Free-Flight (HFF) si dedica agli studi sulle ipervelocità ed ha al suo interno due divisioni: la Aerodynamic Facility (HFFAF) e la Gun Development Facility (HFFGDF). La prima studia i parametri aerodinamici (tra cui portanza, resistenza, stabilità statica e dinamica) di modelli in un flusso ipersonico mediante l'acquisizione di immagini ottenute con tecniche interferometriche. Per simulazioni con numeri di Mach molto elevati (M>25), il modello viene sparato contro il flusso ipersonico.
La seconda (HFFGDF) si applica al miglioramento delle prestazioni del cannone e, in minor misura, di studi sugli impatti. L'HFFGDF dispone dello stesso impianto usato dalla HFFAF per accelerare corpi di diametro compreso tra i 3,2 e 25,4 mm a velocità tra 0,5 a 8,5 km/s. Nel 2004 si dedicò alle prove sulla dinamica di impatto dei frammenti di schiume isolanti in supporto del programma di ritorno al volo delle navette Space Shuttle. Più recentemente la divisione ha condotto studi sulla propulsione scramjet e sugli effetti degli impatti di detriti spaziali sulla Stazione spaziale internazionale.

### Electric Arc Shock Tube
La divisione Electric Arc Shock Tube (EAST) è stata creata per studiare gli effetti della ionizzazione che si manifesta alle alte velocità di un rientro atmosferico. In aggiunta, l'EAST è in grado di simulare onde d'urto di esplosioni in aria mediante l'utilizzo di una camera di prova a diaframma da 102 mm, un tubo d'urto da 610 mm o una galleria del vento ipersonica da 762 mm. L'energia necessaria viene fornita da un sistema di accumulo da 1,25 MJ.